# Guerres (Llobera)
Guerres és una masia situada al municipi de Llobera, a la comarca catalana del Solsonès.